# Darvas László (színművész)
Darvas László (Gelence, 1941. március 9. – 2020. május 2. vagy előtte) erdélyi magyar színművész.

## Életpályája
Darvas Dezső és Polgár Anna színészek gyermeke. A sepsiszentgyörgyi Székely Mikó Kollégiumban érettségizett. 1963-ban végzett a marosvásárhelyi Szentgyörgyi István Színművészeti Intézetben, és azonnal Sepsiszentgyörgyre szerződött. Mintegy 120 különböző előadásban lépett színpadra. Erőteljes alkata, biztos fellépése főként drámai hősök megelevenítésére tette alkalmassá.

## Főbb szerepei
- La Hire (Shaw: Szent Johanna)
- Gray őrmester (Levitt: Parancsra tettem)
- Périn (Sütő A.: Csillag a máglyán)
- Ezreddobos (Büchner: Woyzeck)
- Kreón (Szophoklész: Antigoné)